# Le Prince des Galaxiens
Le Prince des Galaxiens est la onzième histoire de la série Le Scrameustache de Gos. Elle est publiée pour la première fois du no 2234 au no 2244 du journal Spirou, puis en album en 1981.
Une fois par année, le Galaxien le plus méritant est nommé Prince des Galaxiens et peut voir son plus grand vœu exaucé. Mais cette fois-ci, l'ordinateur sort un deuxième nom.

## Personnages
- Les Galaxiens
- Les Anciens Galaxiens
- Le Rénégat
- Le Prince des Galaxiens
- Khéna
- Le Scrameustache
- Oncle Georges
- Le Père Noël

## Remarques
Il s'agit de la première aventure se déroulant sur la planète des Galaxiens, qui est en fait une des deux lunes de la planète Artarka (le Continent des deux Lunes).
Les anciens font également leur apparition dans cette aventure. Ils semblent être les seuls à avoir des noms (Lechmur et Lespur sont mentionnés)